# ویوان بارتلی
ویوان بارتلی (انگلیسی: Vivian Bartley Green-Armytage؛ ۱۴ اوت ۱۸۸۲ – ۱۱ آوریل ۱۹۶۱) پزشک متخصص زایمان اهل بریتانیا بود.